# Bodotria maculosa
Bodotria maculosa är en kräftdjursart som beskrevs av Hale 1944. Bodotria maculosa ingår i släktet Bodotria och familjen Bodotriidae. Inga underarter finns listade i Catalogue of Life.